# 乌祖尔·朱祖普别科夫
乌祖尔·朱祖普别科夫（1996年4月12日—），吉尔吉斯斯坦男子摔跤运动员，2017年伊斯兰团结运动会男子古典式98公斤级银牌得主、2018年亚洲运动会男子古典式97公斤级铜牌得主、2021年伊斯兰团结运动会男子古典式97公斤级银牌得主。